# Satyrium macrophyllum
Satyrium macrophyllum là một loài phong lan có ở Kenya tới Nam Phi.